# 海口寰岛实验小学

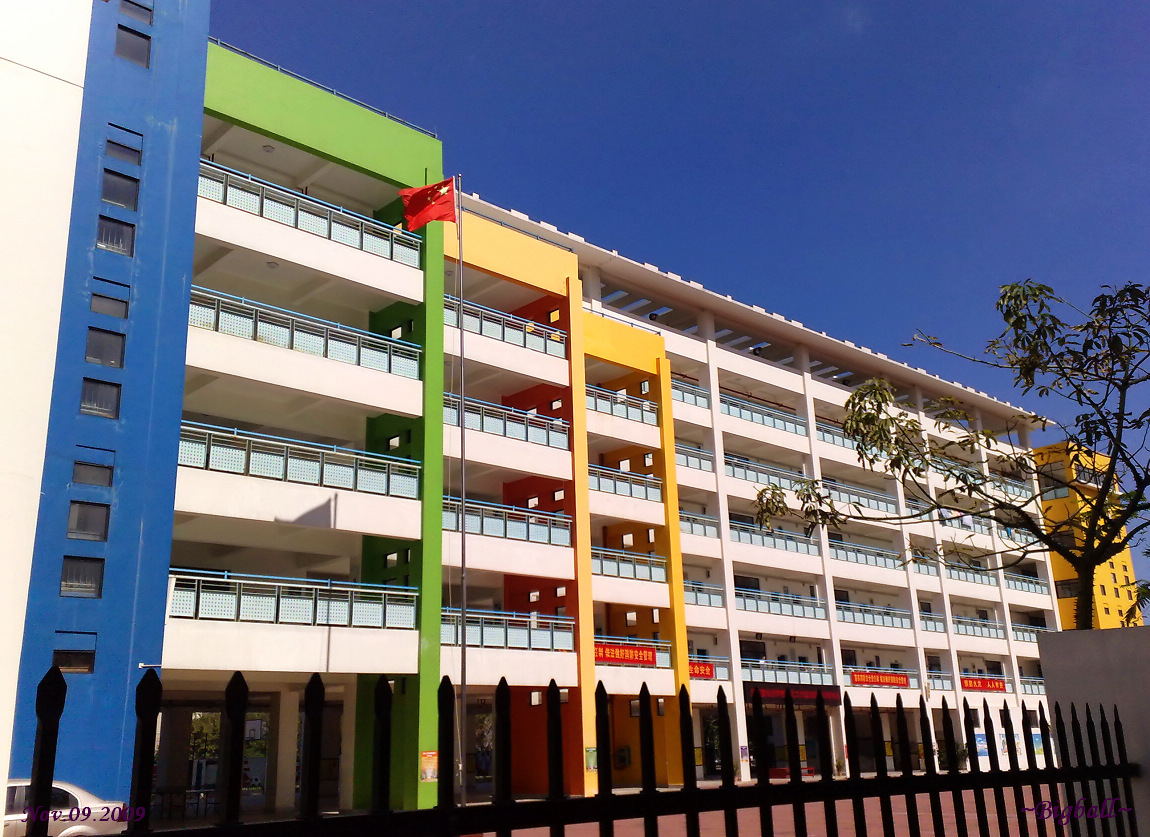
新校区校舍

海口寰岛实验小学，是由中国寰岛集团公司于1995年6月投资创办的一所全日制走读小学。
该校现有两个校区，老校区位于海甸岛海达路18号，新校区位于海甸四东路11号。第三个校区正在建设，位于海口江东新区江东大道。现任校长席小琴。

## 校史
1995年6月中国寰岛集团投资创办。
2007年开建海甸四东路校区。
2008年海甸四东路启用。
2019年开建江东大道校区。

## 荣誉
该校先后获得中华人民共和国教育部、海南省教育厅、海口市教育局等部门授予的“全国优秀民办学校”、“全国著名品牌学校”、“国家级先进民办学校”、“海南省先进民办学校”和“海南省德育工作先进单位”等荣誉称号。